# Perus nationalvåben
Perus nationalvåben (spansk: Escudo National) består af et skjold med tre elementer; øverst til venstre vicuñaen, nationaldyret, på et lyseblåt felt, som repræsenterer Perus fauna, træet øverst til højre er kinatræet på et hvidt felt, som repræsenterer den nationale flora, og nederst er et overflødighedshorn med mønter på et rødt felt, som repræsenterer landets mineralresurser. På hver side af skjoldet er Perus flag og en krone af blade fra egen som hjelmfigur. Nationalvåbenet bliver benyttet på Perus krigsflag (Bandera de Guerra).
| Artikelstump | Spire Denne artikel om et rigsvåben eller statsvåben er en spire som bør udbygges. Du er velkommen til at hjælpe Wikipedia ved at udvide den. |